# Unione Sportiva Cremonese 1923-1924
Questa pagina raccoglie le informazioni riguardanti l'Unione Sportiva Cremonese nelle competizioni ufficiali della stagione 1923-1924.

## Stagione
Nella stagione 1923-1924 la Cremonese ha disputato il girone B del campionato di Prima Divisione Nord. Si è classificata ottava nel girone vinto dal Bologna.

## Rosa
| N. |                   | Ruolo | Calciatore        |
| -- | ----------------- | ----- | ----------------- |
|    | Italia (bandiera) | C     | Alberto Albertoni |
|    | Italia (bandiera) | C     | Antognini         |
|    | Italia (bandiera) | D     | Leonida Ardigò    |
|    | Italia (bandiera) | C     | Pietro Balestreri |
|    | Italia (bandiera) | A     | Ercole Bodini     |
|    | Italia (bandiera) | C     | Pietro Bonzio     |
|    | Italia (bandiera) | C     | Cesare Cassanelli |
|    | Italia (bandiera) | P     | Dario Compiani    |
|    | Italia (bandiera) | A     | Italo Defendi     |

| N. |                   | Ruolo | Calciatore          |
| -- | ----------------- | ----- | ------------------- |
|    | Italia (bandiera) | P     | Ugo Ferrazzi        |
|    | Italia (bandiera) | D     | Giovanni Lanfritto  |
|    | Italia (bandiera) | A     | Andrea Poli         |
|    | Italia (bandiera) | C     | Giovanni Puerari    |
|    | Italia (bandiera) | C     | Giuseppe Puerari    |
|    | Italia (bandiera) | D     | Attilio Ravani      |
|    | Italia (bandiera) | D     | Ottorino Ravani     |
|    | Italia (bandiera) | C     | Pietro Sbalzarini   |
|    | Italia (bandiera) | D     | Secondo Talamazzini |

## Risultati

### Campionato di Prima Divisione

#### Girone di andata
| Cremona 7 ottobre 1923 1ª giornata                                     | Cremonese | 2 – 1       | Pro Vercelli | Campo di via Persico |
| \| \| \| \| \| Albertoni 5’ Defendi 57’ \| Marcatori \| 67’ Borello \| |           |             |              |                      |
|                                                                        |           |             |              |                      |
| Albertoni 5’ Defendi 57’                                               | Marcatori | 67’ Borello |              |                      |

| Arbitro: | Scamoni (Torino) |

|                                            |           |  |
| Cornazzani 12’, 41’ Merlini 43’ Cusano 50’ | Marcatori |  |

| Arbitro: | A.Gama (Milano) |

|  |           |             |
|  | Marcatori | 7’ Torriani |

| Arbitro: | Germani (Padova) |

|                                     |           |  |
| Pozzi 78’ G. Della Valle 88’ (rig.) | Marcatori |  |

| Arbitro: | Barbon (Venezia) |

|                                        |           |               |
| A. Ravani 14’ Albertoni 20’ Bonzio 28’ | Marcatori | 7’ Riccobaldi |

| Arbitro: | Bellini (Padova) |

|                                              |           |                       |
| Martin III 12’, 43’ Janni 56’ Martin III 65’ | Marcatori | 84’ (rig.) Balestreri |

| Arbitro: | Trezzi (Milano) |

|                     |           |                     |
| Ravani I 89’ (rig.) | Marcatori | 34’ (aut.) Ravani I |

| Arbitro: | A.Gama (Milano) |

|  |           |               |
|  | Marcatori | 85’ Albertoni |

| Arbitro: | Alfieri (Bologna) |

|             |           |             |
| Defendi 78’ | Marcatori | 67’ Recchia |

| Arbitro: | Muttoni (Treviglio) |

|                           |           |           |
| Defendi 15’ Albertoni 27’ | Marcatori | 8’ Bonato |

| Arbitro: | Pelli (Genova) |

|                         |           |             |
| Corsetti 50’ Sbrana 59’ | Marcatori | 20’ Defendi |

#### Girone di ritorno
| Arbitro: | Fries (Milano) |

|                                 |           |             |
| Rosso 11’, 71’ Zanello 55’, 63’ | Marcatori | 23’ Defendi |

| Arbitro: | T. Franciosini (Modena) |

|                   |           |  |
| Albertoni 9’, 56’ | Marcatori |  |

| Arbitro: | A.Gama (Milano) |

|           |           |                              |
| Rossi 66’ | Marcatori | 36’ Albertoni 49’ G. Puerari |

| Cremona 10 febbraio 1924 15ª giornata | Cremonese          | 0 – 0 | Bologna | Campo di via Persico\| Arbitro: \| Sganzetta (Torino) \| |
| Arbitro:                              | Sganzetta (Torino) |       |         |                                                          |

| Arbitro: | Minoli (Torino) |

|             |           |  |
| Amadesi 89’ | Marcatori |  |

| Cremona 24 febbraio 1924 17ª giornata | Cremonese                | 0 – 0 | Torino | Campo di via Persico\| Arbitro: \| Pinasco (Sestri Ponente) \| |
| Arbitro:                              | Pinasco (Sestri Ponente) |       |        |                                                                |

| Arbitro: | Trezzi (Milano) |

|                              |           |             |
| Ticozzelli 1’ Manfredini 24’ | Marcatori | 17’ Defendi |

| Arbitro: | Pierallini (Modena) |

|                                            |           |                         |
| Bodini I 11’ Albertoni 35’ Bonzio 55’, 60’ | Marcatori | 79’ (rig.) Santagostino |

| Arbitro: | Alfieri (Bologna) |

|                          |           |  |
| Zacchero 13’ Morandi 75’ | Marcatori |  |

| Arbitro: | Sanguineti (Genova) |

|              |           |                      |
| Mandosso 51’ | Marcatori | 50’ Poli 75’ Defendi |

| Arbitro: | Dani (Genova) |

|                            |           |  |
| Defendi 5’ Puerari III 90’ | Marcatori |  |